# 2007年2月

## 2月28日
- 韓國總統盧武鉉退出執政黨開放的我們黨，未來一年將以無黨籍身分執政。中央社
- 亞太區股市除中華人民共和國外，全面下跌，日本的日經平均指數下跌515點（2.84%）；香港的恒生指數下跌496點（2.46%）；澳洲股市下跌2.7%；南韓股市下跌2.56%。但上海A股急升3.94%，深圳A股升3.19%。另外，日本東京證交所第一類股及香港股市都創下歷史最高成交金額。 明報新聞網[] 路透社[] 路透社[] 路透社[]
- 全国人民代表大会常务委员会通过表决，决定批准中国、越南和老挝关于确定三国国界交界点的条约。新华网 Archive.today的存檔，存档日期2013-04-28
- 中國新疆南疆鐵路一列由烏魯木齊開往阿克蘇的列車，當駛至吐魯番市途中遭遇強沙塵暴，11節車廂被狂風推翻，3人死、34人受傷。明報
- 日本氣象廳表示，自1876年有紀錄以來，東京首次經歷沒有下雪的冬季。新浪（页面存档备份，存于）
- 意大利总理普罗迪赢得参议院的信任投票，得以留任。BBC中文网（页面存档备份，存于）

## 2月27日
- 中国上证所和深交所两市股票放量暴跌，上证综指下跌8.84%，深证成指下跌9.29%，创下1997年以来单日最大跌幅，两市共有超过900只股票跌停，成交总量首次突破2000亿元。新华网 Archive.today的存檔，存档日期2013-04-28
- 受中國股市崩盤影響，香港股市下挫1.76％，新加坡股市下跌2.29％。紐約股市則創下九一一事件以來最大單日跌幅，道指急跌416點（3.29%），納指下跌96點（3.86%），標準普爾500指數跌50點，跌幅3.46%。自由電子報明報新聞網
- 歐洲股市同樣急跌，倫敦富時100指數下跌2.31%，法蘭克福DAX指數下跌2.96%，巴黎CAC40指數下跌3.02%。 明報新聞網

## 2月26日
- 第79屆奧斯卡金像獎：
  - 最佳改編劇本、最佳剪接、最佳導演、最佳電影—；
  - 最佳紀錄片、最佳歌曲—不願面對的真相；
  - 最佳紀錄短片獎—潁州的孩子。 奧斯卡金像獎官方網站
- 海牙国际法庭裁决，塞尔维亚和当年波黑战争中的种族屠杀没有直接关系，但因“没能阻止”斯雷布雷尼察屠杀（Srebrenica massacre）而触犯了国际公约。BBC中文网（页面存档备份，存于）
- 中国科学院发布《关于科学理念的宣言》和《中国科学院关于加强科研行为规范建设的意见》，明确科学不端行为的内涵、认定标准和处理程序。新华网
- 台灣歌手孫燕姿在埃及首都開羅遭人持槍恐嚇，強搶現金及強迫「碌卡」30萬元新台幣。蘋果日報（只限香港用戶）

## 2月25日
- 台湾行政院长苏贞昌宣布角逐2008年中華民國總統大選。BBC中文网（页面存档备份，存于）
- 伊朗官方电视台宣称，伊朗成功发射第一枚运载火箭。BBC中文网（页面存档备份，存于）
- 塞內加爾舉行的總統選舉由現任總統阿卜杜拉耶·瓦德獲勝連任。[1]

## 2月24日
- 意大利总统乔治·纳波利塔诺要求提交辞呈的总理罗马诺·普罗迪留任，并在议会接受一次信任投票。新华网 Archive.today的存檔，存档日期2013-04-28

## 2月23日
- 英國一列由英格蘭倫敦駛往蘇格蘭格拉斯哥的高速列車失事出軌，1人死亡，20多人受傷。該列車由維珍鐵路所有，主席理查德·布蘭森於24日視察，表示未知意外起因。明報路透社
- 曾经扮演林黛玉的演员陈晓旭出家。新华网

## 2月22日
- 民进党主席游锡堃宣布角逐2008年中華民國總統大選。BBC中文网（页面存档备份，存于）
- 法兰·艾伦获得2006年的图灵奖，成为第一位获得该奖项的女性。CNET科技资讯网（页面存档备份，存于）
- 緬甸首都仰光市郊發生罕見的示威，至少有五名示威者被拘捕。明報
- 24岁的美军士兵科尔特斯（Paul Cortez）因为去年姦杀一名伊拉克少女并杀害其家人，被判处100年徒刑。新华网（页面存档备份，存于）

## 2月21日
- 英国、丹麦两国首相宣布将开始从伊拉克撤军。新华网（页面存档备份，存于）
- 意大利總理普羅迪，在其中間偏左聯盟的一項外交政策在參議院遭到挫敗後辭職。路透社
- 思科和苹果公司就iPhone商标侵权达成和解。新浪（页面存档备份，存于）

## 2月20日
- 台灣人林義傑、美國人查理·恩格及加拿大人雷伊·薩哈布完成橫越撒哈拉沙漠壯舉。自由時報

## 2月19日
- 據英國《泰晤士報》報導，羅馬天主教會與普世聖公宗今年內將研究兩教合併的可行性。明報（页面存档备份，存于）
- 一列从印度开往巴基斯坦的特快列车在印度哈里亚纳邦的巴尼伯特市附近发生爆炸，引发大火，造成至少64人死亡，20多人重伤，其中不少是巴基斯坦国民。新华网（页面存档备份，存于）
- 法国国民议会和参议院通过一项宪法修正案，规定“任何人不得被判处死刑”。國際先驅論壇報 新华网（页面存档备份，存于）

## 2月18日
- 來往印度新德里（New Delhi）和巴基斯坦北部城鎮拉合爾（Lahore）的友誼快車（Samjhauta Express），駛到距離新德里約80公里、印巴邊境城鎮第瓦納（Deewana）附近時，兩列車廂發生大爆炸，最少67人燒死，30人受傷，印巴政府齊聲譴責這是恐怖襲擊。

## 2月17日
- 中国影片《图雅的婚事》夺得2007年柏林国际电影节最高奖项金熊奖。BBC中文网（页面存档备份，存于）新浪网（页面存档备份，存于）
- 美国参议院投票反对讨论一项有关批评布什总统增兵伊拉克的决议。包括所有民主党议员在内的56名参议员投了赞成票，34人投了反对票，另有10名议员没有参加投票。赞成票的票数未能达到参议院对决议案进行辩论至少需要60票的规定。BBC中文网（页面存档备份，存于）

## 2月16日
- 正在印度访问的欧盟对外关系委员瓦尔德纳在新德里宣布，欧盟委员会正在拟定一项一揽子援助计划援助计划，将在2007至2013年的7年间向印度提供总额4.7亿欧元的财政援助。新浪网（页面存档备份，存于）
- 中国外交部长李肇星在东京会晤了日本首相安倍晋三并与日本外相麻生太郎举行会谈。李肇星在会晤安倍晋三时表示，中国希望下个月恢复东海油气田会谈。新华网1（页面存档备份，存于）新华网2（页面存档备份，存于）BBC中文网（页面存档备份，存于）
- 来自八国集团成员国以及中国、巴西、印度、墨西哥和南非等国家的代表达成一致，同意发展中国家应该和发达国家一样接受废气排放的限制。BBC中文网（页面存档备份，存于）

## 2月15日
- 中国外交部长李肇星开始对日本进行访问，会见了日本众议院议长河野洋平、内阁官房长官盐崎恭久及日本公明党代表太田昭宏。 新浪网（页面存档备份，存于）新华网 Archive.today的存檔，存档日期2013-04-28
- 西班牙开审马德里火车爆炸案，29名被告受审。中国网
- 联合国安理会发表主席声明，谴责发生在伊朗的恐怖袭击事件。新浪网 （页面存档备份，存于）联合国新闻（页面存档备份，存于）
- 俄军总参谋长尤里·巴卢耶夫斯基大将宣布，俄罗斯可能退出《中导条约》，重新研制中短程导弹瞄准美国在欧洲的目标。他表示，何时正式退出将取决于美国反导系统在欧洲的部署情况。新浪网（页面存档备份，存于）
- 巴勒斯坦哈马斯政府集体辞职，为组成一个新的团结政府铺平道路。BBC中文网（页面存档备份，存于）

## 2月14日
- 中国、印度和俄罗斯三国外长在新德里举行三方会晤，并发表《中华人民共和国、印度共和国和俄罗斯联邦外交部长会晤联合公报》。新浪网（页面存档备份，存于）

## 2月13日
- 馬英九因特別費案，遭檢方以貪污罪起訴。隨後馬英九宣佈辭去國民黨主席之職，並宣佈參選08年總統。中時電子報、
- 第五輪朝核六方會談閉幕，達成《共同文件》，根據該文件，朝鮮將關閉和封存在寧邊的核設施，並邀請國際原子能機構人員重返朝鮮。新華網 Archive.today的存檔，存档日期2013-04-28
- 今年两岸春节包机首飞。新华网 Archive.today的存檔，存档日期2013-01-05

## 2月12日
- 台灣的國營企業「中華郵政公司」、「中國石油股份有限公司」分別改名為「台灣郵政公司」、「台灣中油股份有限公司」。自由電子報

## 2月11日
- 第49届格莱美奖颁奖典礼在洛杉矶举行，乡村音乐组合“南方小鸡”包揽了5个奖项。新华网（页面存档备份，存于）
- 中國國家主席胡錦濤圓滿結束對喀麥隆、利比里亞、蘇丹、贊比亞、納米比亞、南非、莫桑比克、塞舌爾等非洲八國的國事訪問後回到北京。新華網 Archive.today的存檔，存档日期2013-04-28
- 哈佛大學校董會選出季爾平·佛斯特為新任校長，為該校創校371年來第一位女性校長。台灣公視（页面存档备份，存于）、東森新聞（页面存档备份，存于）、TVBS（页面存档备份，存于）、自由時報
- 澳門新葡京揭幕。

## 2月10日
- 美军中将彼得雷乌斯正式出任驻伊拉克美军司令，接替凯西将军，指挥全部驻伊美军。BBC中文网（页面存档备份，存于）
- 胡錦濤同塞舌尔总统米歇尔会谈。會談後，胡錦濤和米歇爾共同出席了兩國經濟技術、教育、促進和保護投資等領域5個合作文件的簽字儀式。  国际在线新闻中心（页面存档备份，存于）
- 美國伊利諾伊州聯邦參議員、民主黨的巴拉克·歐巴馬正式宣佈參選2008年美國總統選舉。CNN（页面存档备份，存于）

## 2月9日
- 以色列在聖殿山的修建行動，引爆巴勒斯坦激烈抗爭，聖殿山對以巴雙方來說都是宗教聖地，以色列聲稱相關的工程不會傷害到聖殿山，但還是遭到穆斯林強烈反抗，雙方爆發流血衝突。40余人受伤。东森新闻网（页面存档备份，存于）
- 日本啟用一套稱為「J-ALERT」的衛星警報系統，能夠對如海嘯等天災立即傳輸警告，以加快疏散行動。路透社
- 土耳其東南部發生黎克特制5.3級地震，28人受傷。星島
- 南韓政府為慶祝總統盧武鉉上任四週年，決定於2月12日進行特別赦免措施，對434人予以特赦及復權。法新社[]
- 中国国家主席胡锦涛结束对莫桑比克的国事访问，此次访问期间两国发表了《中华人民共和国和莫桑比克共和国联合公报》。新华网1（页面存档备份，存于）、新华网2（页面存档备份，存于）
- 中国新疆维吾尔族人伊斯马依·赛买提被枪决，罪名是“企图分裂国家”、“私藏枪械和爆炸物”。BBC中文网（页面存档备份，存于）、德国之声（页面存档备份，存于）、自由亚洲电台（页面存档备份，存于）
- 美國國務院表示不支持台灣國營企業機構更改名稱。自由電子報

## 2月8日
- 中国国家主席胡锦涛结束对南非的国事访问。新华网（页面存档备份，存于）
- 日本東京地鐵丸之內線一列路軌冒煙，列車服務一度暫停，事件中無人受傷，當局正調查列車冒煙原因。亞洲時報（页面存档备份，存于）
- 美國一名女太空人諾瓦克伏擊情敵，被控企圖謀殺。星島
- 伊朗半官方法斯通訊社報導，伊朗聲稱發現一百名在伊朗邊界地區為美國與以色列工作的間諜。法新社[]
- 朝核六方会谈在北京复会。BBC中文网（页面存档备份，存于）
- 第57届柏林电影节开幕。德国之声（页面存档备份，存于）
- 香港9號幹線柴灣角至石圍角段正式通車。運輸署

## 2月7日
- 保加利亞、希臘和俄羅斯簽署合約，興建油管，把俄國的石油輸往東歐。明報 俄罗斯新闻社
- 不丹國王吉格梅·辛格·旺楚克接任國王後首次出訪，訪問的第一個國家是印度。中廣新聞網[]
- 英国威尔士南部一处交通管理部门遭到邮包炸弹袭击，导致1名妇女受伤。这是英国3天内遭遇的第三起邮包炸弹袭击。搜狐（页面存档备份，存于）
- 奧地利摧毀一個跨國兒童色情網站，涉及77國共2,361名嫌犯，他們付費觀看網際網路中「最惡劣性虐待」的色情影像。路透社
- 美國紐約州州議員克魯格提案，要求禁止行人邊過馬路邊講手機，甚至連使用iPod都不准，因為這樣會讓行人過馬路時不專心，增加車禍機率。中廣新聞網[]
- 空中巴士A380超廣體客機首次招待記者試搭，200名世界各地的記者體驗過兩小時旅程後，無不讚嘆飛機機艙的寧靜、明亮和寬敞，有人形容就像進入豪華郵輪般。明報
- 中国国奥队在伦敦西部与女王公园巡游者队进行友谊赛，双方球员在下半场77分钟时爆发冲突，裁判被迫提前结束球赛。BBC中文网（页面存档备份，存于）

## 2月6日
- 中国国家主席胡锦涛结束对纳米比亚的国事访问，此次访问期间两国发表了《中华人民共和国和纳米比亚共和国联合公报》。新华网1 新华网2（页面存档备份，存于）
- 泰國政府宣布，在曼谷蘇凡納布新機場浮現連串問題後，將重新啟用已關閉的廊曼舊機場。法新社[]
- 美國高等法院裁定，逾百萬女性可加入薪資與升遷歧視的訴訟後，沃爾瑪面臨美國史上最大的一起性別歧視案。路透社
- 法國一名外交部官員說，五十八個國家签署一份名为《巴黎承诺》的声明文件，同意採取行動，以防止兒童被徵募成為軍事衝突中的新兵。法新社[] 搜狐（页面存档备份，存于）
- 巴西聖保羅市黑幫焚燒三輛巴士，並向警察開槍，雖未有造成死傷，但已令人擔心會重演去年的黑幫襲擊警察的浪潮。明報
- 英國負責調查非法政治獻金案的檢方說，沒有足夠證據可以起訴四名被捕人士中的任何一人。路透社
- 58国代表，在法国巴黎签署《巴黎承诺》，承诺全力阻止征募和使用童兵。新华网（页面存档备份，存于）

## 2月5日
- 中国国家主席胡锦涛结束对赞比亚的国事访问，此次访问期间两国发表了《中华人民共和国和赞比亚共和国联合公报》。新华网1（页面存档备份，存于） 新华网2（页面存档备份，存于）
- 韩国现代汽车公司的主席郑梦九因被裁定贪污罪名，被判刑三年。BBC中文网（页面存档备份，存于）
- 愛滋活動人士胡佳表示，中國阻撓曾經參與揭發愛滋醜聞的80歲退休醫生高耀潔前往美國接受頒獎。路透社
- 在香港舉行的國際筆會二零零七年亞太地區會議指摘內地禁止廿多名作家來港出席會議，包括了新書《伶人往事》遭到中共查禁的章詒和。明報中廣新聞[]Associated Press
- 德国北部下萨克森州小镇锡滕森一家中餐馆发生血案，7名亚裔死亡，仅一女童幸存。新华网（页面存档备份，存于）
- 首尔市松坡区石村洞的史迹101号三田渡碑遭喷漆破坏。朝鲜日报（页面存档备份，存于）
- 印尼首都雅加達因連日豪雨發生嚴重水患，造成至少29人死亡，35萬人無家可歸。
- 臺灣台中關稅局、調查局海調站會同動植物防疫局、台中縣相關查緝作業等單位，於東勢果菜市場緝獲正交易中的走私梨接穗兩箱，另循線查獲走私自中國產梨接穗105箱（約六萬餘株，市價值近新台幣百萬元），經檢疫局初步鑑定結果，該梨接穗帶有刺蛾、火蟲等病蟲害源。關稅總局新聞稿[永久]

## 2月4日
- 1月25日在尼日利亚被绑架的9名中国员工全部安全获救。新华网（页面存档备份，存于）
- 日本舉行地方選舉：
  - 北九州市長選舉方面：在野黨推舉的候選人，民主黨前眾議員北橋健治，打敗自公執政聯盟所推薦的候選人柴田高博，使自民黨及公明黨自2006年11月以來，在九州的地方選舉三連敗。每日新聞
  - 愛知縣知事選舉方面：自民黨推薦的神田真秋三連霸。每日新聞[] 時事通訊
- 馬來西亞前首相马哈迪·莫哈末獲四個波斯尼亞民權團體提名角逐2007年諾貝爾和平獎，理由是他在波斯尼亞內戰後，對波斯尼亞提供經濟、政治與人道援助。法新社[]
- 英國星期日快報刊載的ICM民調顯示，56%受訪者認為貝理雅應該立刻辭職。路透社
- 美國第41屆美式足球超級盃於佛羅里達邁阿密開踢，印地安那小马队获得冠军。聯合新聞網红网（页面存档备份，存于）
- 印度南部喀拉拉邦一名8歲男童，向妹妹示範伊拉克前總統薩達姆如何被問吊，最終死亡。全球至少已有10名孩子因為模仿他問吊而死亡。明報
- 第六届亚洲冬季运动会在长春闭幕。新华网（页面存档备份，存于） 新浪（页面存档备份，存于）

## 2月3日
- 剛果內政部長卡盧梅在金沙薩證實，該國警方和當地宗教團體「班杜。迪阿。剛果」間近日發生的衝突，共造成八十七人喪生。星島新华网（页面存档备份，存于）
- 中國國家主席胡锦涛结束对苏丹的国事访问。新华网（页面存档备份，存于）
- 中國大陸2007年春运正式开始。BBC中文网（页面存档备份，存于） 新华网（页面存档备份，存于）
- 伊朗邀請不結盟國家組織、阿拉伯國家聯盟與77國組織之代表團，開放中部伊斯法罕市參觀鈾元素轉化廠，以透明、公開的方式駁斥發展核武的指控。東森新聞[]
- 法國巴黎有上千位當地民眾和來自各國的NGO團體，舉行了一場反死刑的遊行，希望世界各國重視這個議題。台灣公共電視[]

## 2月2日
- 印尼首都雅加達受暴雨襲擊，發生5年來最嚴重的水浸，但沒有人傷亡。明報东南早报[]
- 聯合國氣候專門小組發出最強烈的警告，宣稱是人類的活動讓地球愈來愈熱，也加重了各國政府加倍努力對抗全球暖化的壓力。路透社
- 回教叛軍「莫洛回教解放陣線」，攻擊菲律賓南部基達帕萬市一個監獄，劫走獄中四十七名囚犯，三名獄卒受傷。法新社[]
- 意大利足球甲級聯賽卡塔尼亞主場對巴勒莫的賽事發生騷亂事件，一名警員死亡，另外有數十人受傷。意大利足總基於安全理由，宣布暫停本星期所有甲級及乙級賽事。香港電台（页面存档备份，存于）新华网 （页面存档备份，存于）
- 聯合國特使马尔蒂·阿赫蒂萨里（Martti Ahtisaari）公佈一項計畫，讓塞爾維亞的科索沃省步上獨立之路，這個結果受到佔科索沃多數的阿爾巴尼亞裔喝采，塞爾維亞則表示反對。路透社

## 2月1日
- 联合国秘书长發言人宣布，在潘基文要求55位联合国高级官员自愿递交辞呈后，他们已全部递交辞呈。新华网（页面存档备份，存于）
- 法國數十家環境組織聯合發起全體法國公民及機構關燈晚上斷電５分鐘，借此向浪費能源行為宣戰。明報
- 中國宗教事務局局長葉小文，批評美國總統布殊單邊主義作法，盼其尊重宗教的多元性。路透社
- 《南華早報》報導，朝鲜民主主义人民共和国領導人金正日長子金正男，過去三年來長時間居留澳門，把澳門當成第二個家，過著低調但舒適的生活。路透社
- 《哈利波特》的出版商布盧姆斯伯里出版公司（Bloomsbury Publishing Plc）表示，《哈利波特》第七集《哈利波特—死神的聖物》（Harry Potter and the Deathly Hallows）將在7月21日出版。路透社
- 中国国家主席胡锦涛访问非洲：
  - 结束对喀麦隆的国事访问，此次访问期间两国发表了《中华人民共和国和喀麦隆共和国联合公报》。新华网1（页面存档备份，存于） 新华网2（页面存档备份，存于）
  - 晚上结束对利比里亚的国事访问，此次访问期间两国发表了《中华人民共和国和利比里亚共和国联合公报》。新华网1（页面存档备份，存于） 新华网2（页面存档备份，存于）
- 羅馬尼亞總統特拉扬·伯塞斯库（Traian Băsescu）對微軟公司創辦人之一比爾·蓋茲說，盜版的微軟軟體協助該國建立了生氣蓬勃的科技產業。路透社
- 美國參議院以94-3的壓倒性票數，通過提高聯邦最低薪資議案，最低時薪從5.15美元提高到7.25美元。議案同時為小型企業，提供數十億美元的稅務減免以抵銷薪資成本。路透社